# Pierre Billotte

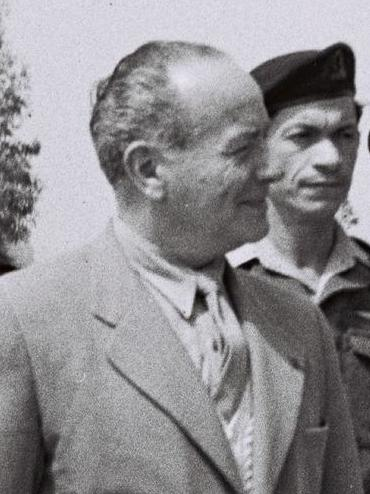
Pierre Billotte (1957)

Pierre Armand Gaston Billotte (* 8. März 1906 in Paris; † 29. Juni 1992 in Boulogne-Billancourt, Département Hauts-de-Seine) war ein französischer General und Politiker, der für seine Verdienst im Zweiten Weltkrieg zum Compagnon de la Libération ernannt wurde. Er war ferner Mitglied der Nationalversammlung, Mitglied des Europäischen Parlamentes, zwischen 1955 und 1956 Minister für Nationale Verteidigung sowie von 1966 bis 1968 Staatsminister und Minister für Übersee-Départements und Überseegebiete war.

## Leben

### Offiziersausbildung, Zweiter Weltkrieg und Mitarbeiter von Charles de Gaulle

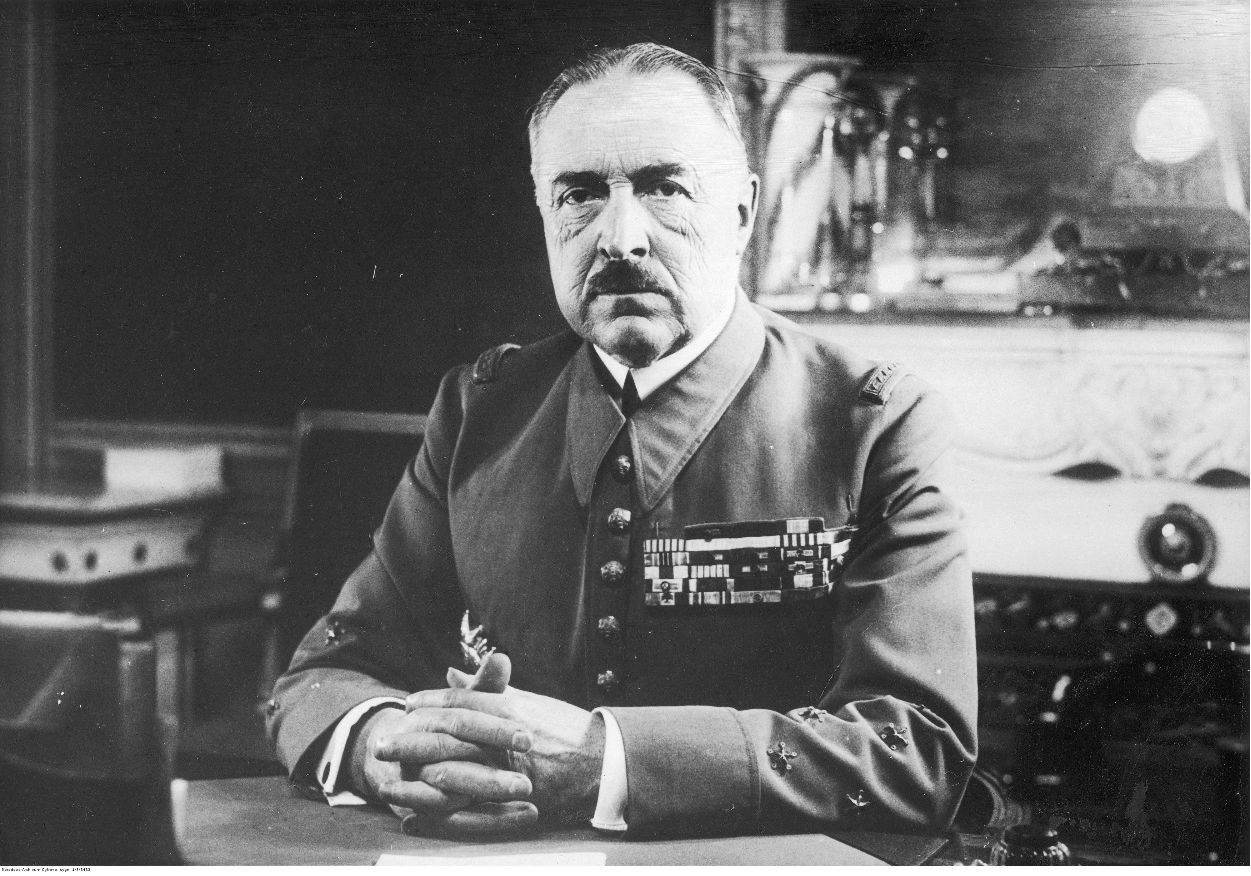
Pierre Billotte war ein Sohn von General Gaston Billotte

Pierre Armand Gaston Billotte war der Sohn von General Gaston Billotte, der unter anderem zwischen 1937 und 1939 Militärgouverneur von Paris war. Er selbst begann nach dem Besuch des Lycée de Bayonne und des 1804 gegründeten Collège Stanislas 1926 eine Offiziersausbildung an der Militärschule Saint-Cyr. Nach deren Abschluss wurde er Leutnant (sous-lieutenant) sowie später Oberleutnant (lieutenant) und wurde nach Abschluss der Ausbildung an der École supérieure de guerre 1933 in den Generalstab abgeordnet. 1935 erfolgte seine Beförderung zum Hauptmann (capitaine).
Billotte nahm mit dem 41e bataillon de chars de combat am Frankreichfeldzug teil. Am 16. Mai 1940 konnte sein Renault Char B1 während eines Gegenangriffs bis ins Zentrum des Dorfes Stonne vordringen und dort elf Panzer III und zwei Panzer IV sowie zwei Panzerabwehrkanonen zerstören. Am 12. Juni 1940 geriet  Billotte in deutsche Kriegsgefangenschaft, woraufhin er im Offizierslager (Oflag) II D Groß Born in Hinterpommern interniert wurde. Im Winter 1940/1941 gelang es ihm, in die Sowjetunion zu fliehen, wo er mit zweihundert Franzosen im Lager von Mitschurin interniert wurde. Nach dem deutschen Angriff auf die UdSSR am 22. Juni 1941 bat er vergeblich, in der Roten Armee zu kämpfen. Anschließend wurde er Vertreter des Freien Frankreich (France Libre) in Moskau. Nach einigen Monaten wurde er mit anderen Franzosen gegen sowjetische Staatsbürger ausgetauscht, die aus Grönland zurückgekehrt waren.
Er reiste daraufhin mit einem Schiff von Archangelsk mit einem Schiff der Royal Navy nach London, wo er sich General Charles de Gaulle anschloss. Er war zwischen 1941 und 1942 zunächst Direktor von dessen Militärkabinett sowie anschließend von 1942 bis 1944 Sekretär des Ausschusses für Nationale Verteidigung (Comité de défense nationale). Im August 1944 wurde er Kommandeur einer zur 2. Panzerdivision (2e division blindée) von General Jacques-Philippe Leclerc de Hauteclocque gehörenden Panzerbrigade (brigade blindée) und nahm mit dieser an der Befreiung von Paris (19. bis 25. August 1944) teil. Im September 1944 wurde er zum Brigadegeneral (Général de brigade) befördert und am 27. September 1944 Kommandeur der 10. Infanteriedivision (10e division d’infanterie). Mit dieser nahm er als Teil der Ersten Armee (1ere armée) an der Schlacht von Colmar teil und wurde nach Kriegsende zum Gouverneur des Rheinlandes ernannt. Am 3. Dezember 1945 wurde er stellvertretender Chef des Nationalen Verteidigungsstabes (chef d’Etat-major adjoint de la défense nationale). Für seine Verdienste im Zweiten Weltkrieg wurde er mehrfach ausgezeichnet wie zum Beispiel als Compagnon de la Libération sowie Inhaber des Croix de guerre 1939–1945 und der Médaille des évadés.

### Nachkriegszeit, Vierte und Fünfte Republik

#### Mitglied der Nationalversammlung

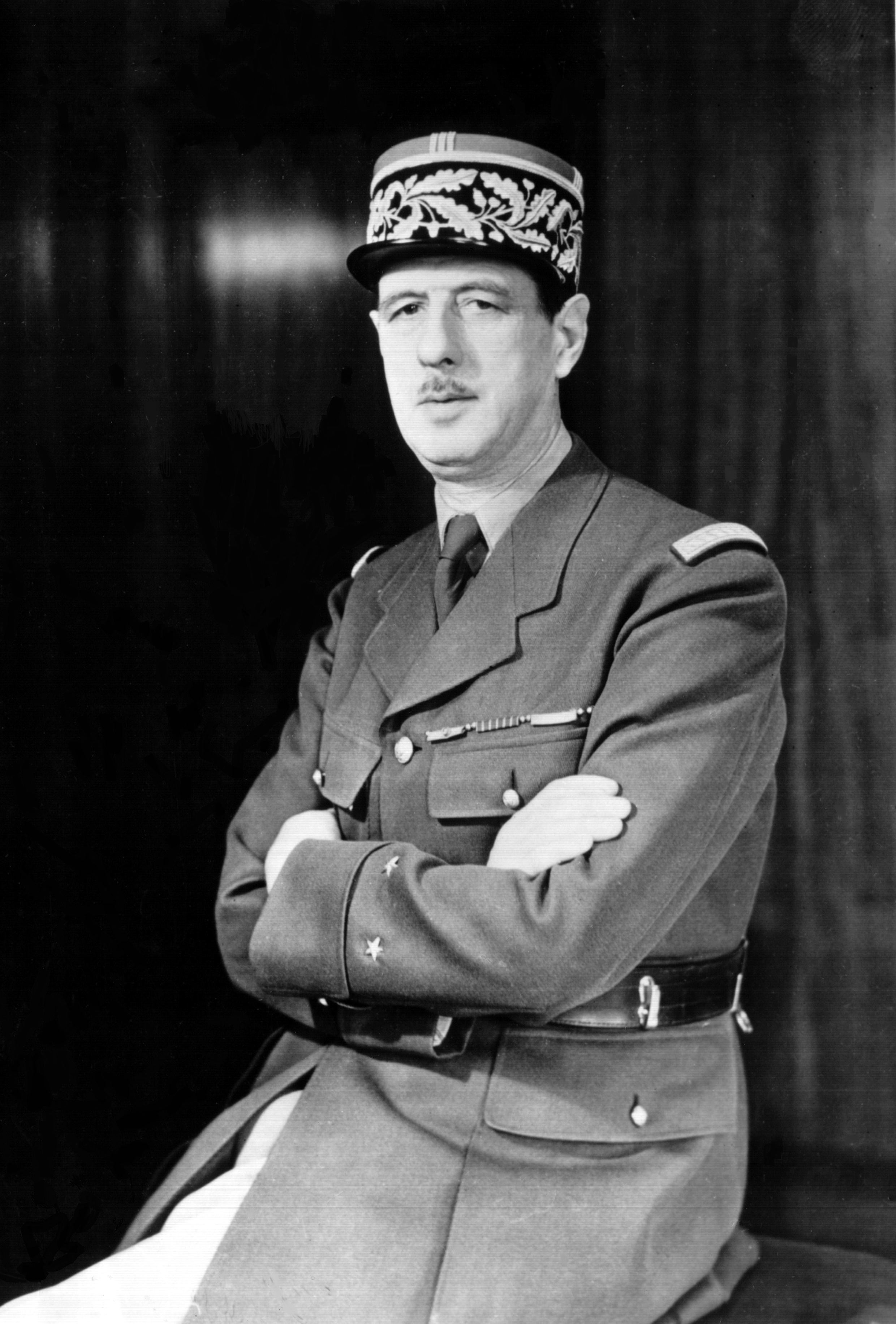
Billotte war enger Mitarbeiter von General Charles de Gaulle

Am 5. März 1946 wurde Pierre Billotte zum Generalmajor (général de division) befördert sowie kurz darauf zum Leiter der französischen Delegation im Stabsausschuss der Vereinten Nationen. Zugleich war er Präsident des Rates für die ersten Verhandlungen über den Atlantikpakt. Anfang 1950 trat er jedoch aufgrund von Meinungsverschiedenheiten mit der Regierungspolitik von seinen Ämtern zurück und kehrte nach Paris zurück. Der Präsident der Republik, Vincent Auriol, versuchte, ihn während einer privaten Audienz vom Rücktritt abzubringen. Anschließend engagierte er sich in der Politik der Vierten Republik und schloss sich im Juli 1950 der von de Gaulle gegründeten Sammlungsbewegung des französischen Volkes RPF (Rassemblement du peuple français) an und wurde Mitglied von deren Vorstand.
Als Kandidat der RPF wurde Billotte bei den Wahlen vom 17. Juni 1951 im Département Côte-d’Or mit 30.776 Stimmen zum Mitglied der Nationalversammlung gewählt. In der Nationalversammlung war er Mitglied des Auswärtigen Ausschusses (Commission des affaires étrangères). Außerdem war er zwischen 1954 und 1955 stellvertretendes Mitglied der Koordinierungskommission für die Prüfung von Problemen mit den assoziierten Staaten von Indochina und am 10. März 1955 auch Mitglied des Koordinierungsausschusses für Atomenergie und Kernforschung. Er widmete sich überwiegen Fragen der nationalen Verteidigung und war Verfasser mehrerer Berichte über die Ratifizierung der Nordatlantikverträge sowie über die Ratifizierung des Vertrags von Paris über den Beitritt der Bundesrepublik Deutschland zur NATO im Dezember 1951. Zu seinen wichtigsten Reden zählte insbesondere die Rede vom 24. Januar 1952 zur Erörterung des Gesetzes über den Beitritt Griechenlands und der Türkei zum Nordatlantikvertrag. Er begrüßte zwar die Stärkung des Bündnisses zugunsten strategischer Operationen im Mittelmeerraum, bedauerte jedoch, dass die französische Regierung sich nicht entschieden genug für einen regionalen Mittelmeerpakt eingesetzt hatte. Aus diesem Grund trat er für Verhandlungen mit Tunesien und Marokko ein.
Von 1952 bis 1954 waren seine Redebeiträge in der Nationalversammlung von seinem Kampf gegen das Projekt der Europäischen Armee geprägt. So bestritt er am 12. Februar 1952 ausführlich die strategischen und politischen Überlegungen, die diesem Projekt zugrunde lagen und die es Deutschland ermöglichen würden, seine alte Macht wiederherzustellen. Am 6. März 1952 gehörte er zu den 27 RPF-Abgeordneten, die die Wahl von Antoine Pinay zum Premierminister unterstützte. Diese Unterstützung führte im Juli 1952 zu einer Spaltung der RPF, woraufhin er einer der Führer der neuen Allianz der Sozialrepublikaner ARS (Alliance des républicains sociaux) wurde. Am 28. März 1952 erklärte er während der Diskussion über das Gesetz zur Ratifizierung des Friedensvertrages mit Japan die Stimmenthaltung der Gaullisten. In ähnlicher Weise bot ihm die Erörterung des Gesetzes über die Entwicklung nationaler Verteidigungskredite am 12. Juni 1952 die Gelegenheit, erneut gegen die Schaffung der europäischen Armee zu reden. Am 20. November 1953 entwickelte Pierre Billotte erneut ein Konzept eines konföderalen Europas, das sowohl die Interessen Europas als auch die Frankreichs garantiert. Er prangerte die Projekte der supranationalen Souveränität an, die Frankreich seinen Rang als Großmacht nehmen würden, und betonte die Notwendigkeit, die französische Wirtschaft an diesen neuen wirtschaftlichen Rahmen anzupassen. Im Zuge des Indochinakrieges prangerte er in einer Rede am 17. März 1954 die schlechte materielle Lage der Offiziere und die damit verbundenen Schwierigkeiten an, die Qualität der Rekrutierung von Führungskräften zu verbessern.

#### Minister und Wiederwahlen in die Nationalversammlung

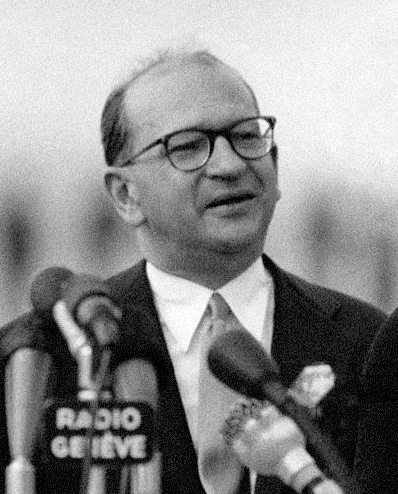
Im zweiten Kabinett von Premierminister Edgar Faure war Billotte von Oktober 1955 bis Februar 1956 Verteidigungsminister

Die Erfahrungen von Pierre Billotte führten dazu, dass er am 6. Oktober 1955 als Nachfolger von Pierre Kœnig Minister für Nationale Verteidigung und die Streitkräfte (Ministre de la défense nationale et des Forces armées) im Kabinett Faure II wurde. Allerdings verblieb er nur bis zum 1. Februar 1956 im Amt, nachdem die Regierung am 29. November 1955 die Vertrauensabstimmung in der Nationalversammlung verloren hatte und Premierminister Edgar Faure daraufhin seinen Rücktritt anbot. Bei den darauf folgenden Wahlen zur Nationalversammlung bewarb er sich als Spitzenkandidat der Liste Union des indépendants d’action démocratique et paysanne. Allerdings erhielt er nur 17.746 Stimmen und verpasste damit seine Wiederwahl zum Mitglied der Nationalversammlung.
In der Fünften Republik wurde Billotte als Kandidat der Union pour la Nouvelle République-Union Démocratique du Travail (UNR-UDT) für das Département Paris wieder zum Mitglied der Nationalversammlung gewählt und gehörte dieser bis zu seinem Mandatsverzicht am 8. Februar 1966 an. Einen Monat zuvor wurde er am 8. Januar 1966 als Staatsminister und Minister für Übersee-Départements und Überseegebiete (Ministre d’Etat chargé des départements et Territoires d’outre-mer) in das Kabinett Pompidou III berufen. Er wurde im Département Val-de-Marne als Kandidat der Union des Démocrates pour la Ve République (UDR) am 12. März 1967 abermals Mitglied der Nationalversammlung und gehörte dieser bis zu seinem Mandatsverzicht am 7. Mai 1967 an. Einen Monat zuvor wurde er am 7. April 1967 als Staatsminister und Minister für Übersee-Départements und Überseegebiete auch in das Kabinett Pompidou IV berufen, dem er bis zum 31. Mai 1968 angehörte.
Nach seinem Ausscheiden aus der Regierung wurde Billotte am 23. Juni 1968 im Département Val-de-Marne für die Union pour la défense de la République (UDR) abermals zum Mitglied der Nationalversammlung gewählt. Bei der darauf folgenden Wahl wurde er am 2. April 1973 für die Union des démocrates pour la République (UDR) im Département Val-de-Marne erneut zum Mitglied der Nationalversammlung gewählt, der er bis zum 2. April 1978 angehörte.